# Xindian (köpinghuvudort i Kina, Henan Sheng, lat 33,62, long 113,85)
Xindian är en köpinghuvudort i Kina. Den ligger i provinsen Henan, i den centrala delen av landet, omkring 130 kilometer söder om provinshuvudstaden Zhengzhou. Antalet invånare är 44 359. Befolkningen består av 21 378 kvinnor och 22 981 män. Barn under 15 år utgör 17,0 %, vuxna 15-64 år 71 %, och äldre över 65 år 10,0 %.
Runt Xindian är det tätbefolkat, med 659 invånare per kvadratkilometer. Närmaste större samhälle är Luohe, 18,8 km öster om Xindian. Trakten runt Xindian består till största delen av jordbruksmark.
Genomsnittlig årsnederbörd är 847 millimeter. Den regnigaste månaden är september, med i genomsnitt 154 mm nederbörd, och den torraste är januari, med 6 mm nederbörd.